# Schiess (Familie)
Bei den Schiess handelt es sich um eine Familie aus Herisau im Schweizer Kanton Appenzell Ausserrhoden. Sie hiess ursprünglich „Müller“. Im 16. Jahrhundert machte sie den für ihre Verdienste um das Schützenwesen erhaltenen Beinamen „Scheuss“ zum Familiennamen.

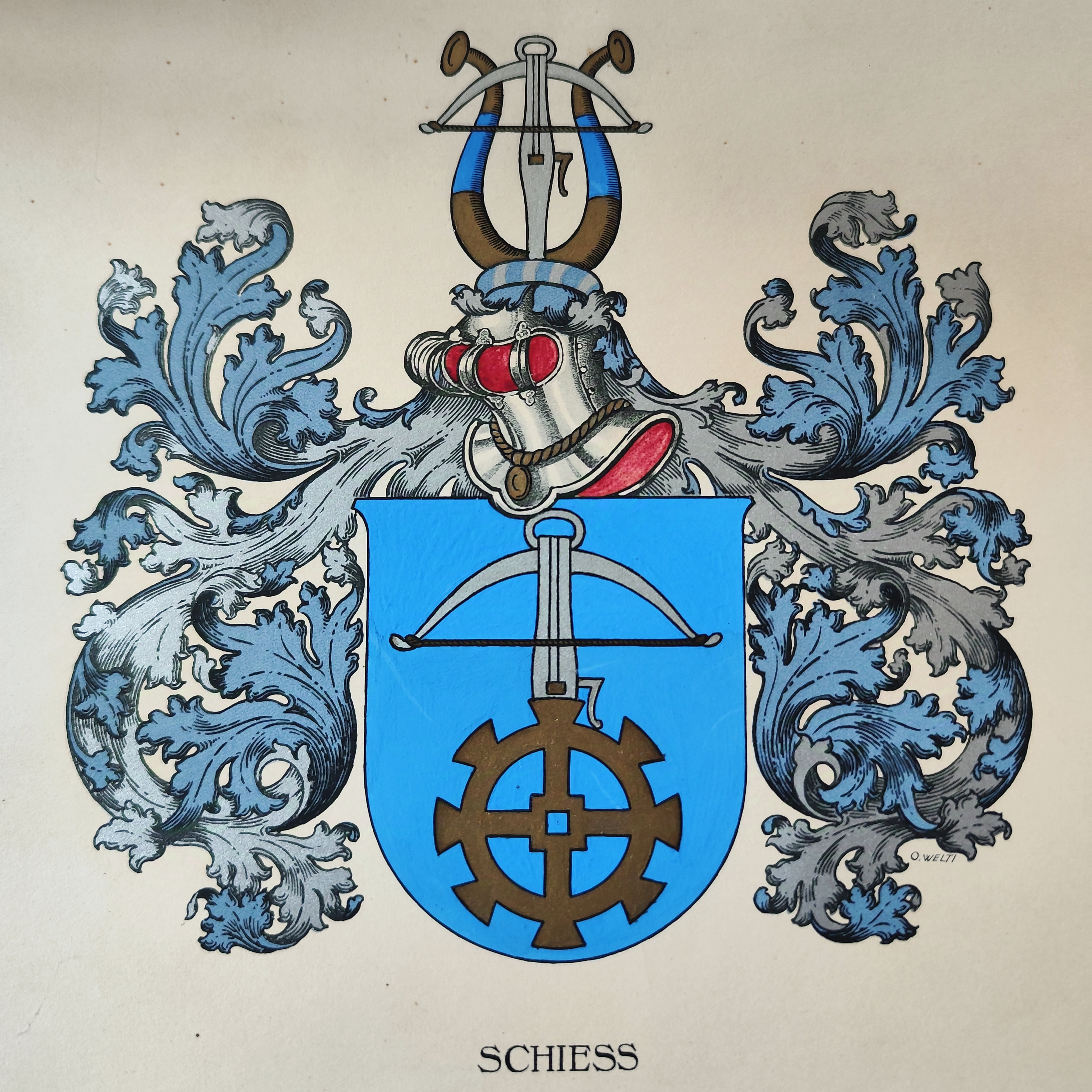
Familienwappen der Familie Schiess

## Geschichte
Ausgehend von Jung Hans Müller, genannt Scheuss, sind ab dem späten 16. Jahrhundert. die gegenseitig verschwägerten Linien der Schwarz-, Rot- und Weiss-Scheussen unterscheidbar. Sie gehörten bis Ende des 18. Jahrhunderts zu den führenden Familien Herisaus und des Landes Appenzell Ausserrhoden und spielten im sogenannten Landhandel von 1732 bis 1734 eine wichtige Rolle. Nach 1800 war nurmehr die schwarze Linie von Bedeutung.
Die Angehörigen der roten Linie betrieben im Weiler Sturzenegg Landwirtschaft und das Gasthaus Bären. Sie stellten bis 1780 während fünf Generationen sieben Gemeindehauptmänner, von denen vier auch Landesbeamte waren. Im 18. und 19. Jahrhundert vererbte sich bei einem Nebenzweig das Rotgerbergewerbe über mindestens drei Generationen.
Die weisse Linie, deren Mitglieder im Dorf Herisau und im Weiler Schwänberg ansässig waren, stellte bis 1720 während vier Generationen vier Gemeindehauptmänner und einen Landesbeamten. Zwei Herisauer Gerbereien sowie das Gasthaus Adler blieben im 17. und 18. Jahrhundert über mehrere Generationen in Familienbesitz.
Den bedeutendsten Familienzweig bilden die Nachkommen von Landammann Johannes Schiess, dem Stammvater der schwarzen Linie. Sie stellten bis 1853 während zehn Generationen 13 Landesbeamte sowie zahlreiche Gemeindehauptmänner und Gemeinderäte. Durch Heirat mit einer Tochter des Landesstatthalters Ulrich Dietzi ging Hans Schiess (1612–1676) um 1650 nach Urnäsch, wo er sich einbürgern liess. Beruflich lassen sich mehrere Familientraditionen ausmachen. In der Nachfolge des Enkels von Johannes Schiess, Bartholome Schiess, finden sich vier Generationen Papiermacher in Herisau, Stein am Rhein und Basel sowie mindestens drei Generationen Bleichereibesitzer am Herisauer Moosberg. Aus der Urnäscher Linie ging die 1774 in Hamburg eingebürgerte Kaufmannsfamilie Schües hervor, welche ab circa 1870 als Besitzer von Handelsunternehmen und im Vorstand der Nord-Deutschen-Versicherungsgesellschaft Hamburg Ansehen erwarb.
Dreimal bildeten sich Pfarrersdynastien, die vom 17. bis 19. Jahrhundert insgesamt 25 Pfarrer, darunter vier Dekane, stellten. In den Jahren 1740 und 1772 betreuten jeweils acht Schiess Ausserrhoder Pfarreien. Die Söhne von Dekan Sebastian Schiess (1753–1829), Johann Ulrich Schiess zum Pfauen und Johannes Schiess zur Rose begründeten im Jahr 1797 mit der Firma Gebrüder Scheuss eines der führenden Ostschweizer Textilhandelshäuser. In dieses trat im Jahr 1802 auch der Bruder Johann Jakob Schiess (1785–1853) ein. Sie stiegen in Kürze zu den reichsten Bürgern Herisaus auf. Diese Firma führten Johannes Schiess und sein Sohn Johann Ulrich Schiess erfolgreich weiter. Johann Jakob Schiess’ gleichnamiger Sohn war 1837 Mitgründer der angesehenen, über drei Generationen bestehenden Stickerei- und Stoffhandelsfirma Zähner & Schiess & Compagnie.
Durch Heiraten ergaben sich enge Bande zu den Herisauer Textilindustriellenfamilien Alder, Meyer, Nef und Tanner. Mit dem Ende der Stickerei- und Stoffhandelsfirma 1928 verlor auch die Familie ihren Einfluss.